# 모니크 루이스
모니크 M. 루이스 (Monique Luiz, 본명: 코질리우스; 1961년 5월 3일 출생)는 미국의 전 아역 모델로, 당시 대통령이었던 린든 B. 존슨의 1964년 대통령 선거 운동의 일부였던 "데이지" (또는 "평화로운 작은 소녀") 광고에 출연한 것으로 가장 잘 알려져 있다.
코질리우스는 두 살 때 모니크 코지라는 예명으로 첫 TV 광고에 출연했다. 그녀는 코닥, 벨비타, 푸르덴셜 보험 등 광고주의 TV 광고에 출연했다. 1975년 부모님과 함께 프랑스로 이주하여 결혼한 후 1983년 미국으로 돌아왔다. 그녀는 2014년 다큐멘터리 '폭탄은 가라'(Bombs Away)에 출연했으며, 2016년 민주당 대통령 후보였던 힐러리 클린턴에 의해 자신의 대통령 선거 운동 광고에 출연하도록 섭외되어 도널드 트럼프와 경쟁했다.

## 어린 시절과 "데이지"
모니크 M. 코질리우스는 1961년 5월 3일에 태어나 파인 비치 (뉴저지주)에서 자랐다. 그녀는 프레드와 콜레트 코질리우스의 세 자녀 중 막내였다. 어린 시절, 어머니는 그녀를 뉴욕의 아역 연기 오디션에 데려갔다. 모니크 코지라는 예명으로 활동하며, 그녀의 첫 전문적인 등장은 두 살 때 립톤 수프의 인쇄 광고 모델이었다. 그녀는 또한 코닥, 벨비타, 푸르덴셜 보험 등 여러 회사 광고에도 출연했다.
1964년, 코질리우스는 당시 현직 대통령이었던 린든 B. 존슨의 1964년 대통령 선거 운동의 일부이자 상원의원 배리 골드워터에 대항하는 "데이지" 광고에 출연하도록 선정되었다. "데이지"의 주요 개념은 존슨의 반전 및 반핵 입장을 전달하여 베트남 전쟁에서 핵무기 사용을 지지하는 골드워터의 입장과 대조하는 것이었다. 광고는 코질리우스가 초원에 서서 데이지 꽃잎을 따며 1부터 9까지 세는 것으로 시작되었다. 그녀는 몇 개의 숫자를 건너뛰고 일부는 두 번 반복했다. 여러 번의 촬영 끝에, 잘못된 숫자를 세는 것이 유권자들에게 더 매력적일 수 있다고 결정되었다. 그녀가 "아홉"에 도달한 후, 우렁찬 남성의 목소리가 미사일 발사 카운트다운처럼 "열"부터 숫자를 거꾸로 세는 소리가 들렸다. 그 후 장면은 핵폭발 후 버섯 구름 영상으로 바뀌었고, 마지막 프레임에는 "11월 3일에 존슨 대통령에게 투표하십시오" (올 캡스로 작성)라고 쓰여 있었고, "여러분은 집에 머물기에는 너무나 중요한 사안입니다"라는 문구가 추가되었다.
코질리우스에 따르면, 그녀의 부모는 그녀가 정치 광고에 출연하는 것을 알지 못했다. 그녀는 "데이지"에 출연한 대가로 US$105 (equivalent to $876.16 in 2022)를 받았다. 이 광고는 9월 7일 EST 오후 9시 50분에 방영되었는데, 대부분의 어린아이들이 잠들어서 부모들이 TV를 시청하고, 결국 코질리우스의 역할에서 자녀를 상상하도록 영향을 받을 것이라는 전제하에 방영되었다. 단 한 번만 방송되었음에도 불구하고, 이 광고는 가장 인기 있고 논란이 많았던 정치 광고 중 하나로 여겨졌다. 코질리우스는 나중에 타임지 9월 25일자 표지에 등장했다. 그녀는 "데이지" 이후에도 몇 년 동안 TV와 인쇄 광고에 계속 출연했다. 1967년에는 쿨에이드 아이스크림 바 광고에 출연했다.

## 말년
1975년, 코질리우스는 부모님과 함께 프랑스 필립스부르그로 이주했고, 거기서 포르투갈인 마누엘 루이스와 결혼한 후 1983년 미국으로 돌아왔다. 부부는 피닉스 (애리조나주)에 정착했다. 그녀는 2000년대에 인터넷에서 "데이지" 광고를 검색하기 전까지는 이 광고를 보지 못했다. 또 다른 아역 배우인 브리짓 올슨은 자신이 광고에 나온 아역 배우라고 거짓 주장했다. 모니크의 남편 마누엘은 2011년에 미국 시민권을 취득했다. 2014년 현재 그녀는 피닉스 은행의 인사 담당 감독관으로 일하고 있다. 그녀는 1964년 대통령 선거와 그것이 "고도로 부정적인 TV 광고의 새로운 시대"를 연 역할에 대한 2014년 다큐멘터리 '폭탄은 가라'(Bombs Away)에 출연했다.
2016년 대통령 선거 운동 중, 민주당 후보인 힐러리 클린턴은 모니크를 "속편" 광고에 출연하도록 섭외했다. 이 광고는 루이스가 자신을 소개하고, 원본 "데이지" 광고의 영상과 함께 내레이션을 하는 장면을 담았다. 그녀는 "우리가 어렸을 때 가졌던 핵전쟁의 두려움은 우리 아이들이 다시는 겪지 않아도 될 것이라고 생각했어요. 그리고 이 선거에서 그것이 다시 나타나는 것을 보니 정말 무섭습니다"라고 말했다. 이 광고는 애리조나주, 플로리다주, 아이오와주, 네바다주, 뉴햄프셔주, 노스캐롤라이나주, 오하이오주, 펜실베이니아주의 저녁 뉴스 방송 광고 시간대에 방영되었다.

## 같이 보기
- 1964년 배리 골드워터 대통령 선거 운동